# Saint-Martin-le-Gaillard
Saint-Martin-le-Gaillard is een gemeente in het Franse departement Seine-Maritime (regio Normandië). De gemeente telt 323 inwoners (2005) en maakt deel uit van het arrondissement Dieppe.

## Geografie
De oppervlakte van Saint-Martin-le-Gaillard bedraagt 17,4 km², de bevolkingsdichtheid is 18,6 inwoners per km².
Door de gemeente stroomt de Yères.
Naast het dorpscentrum van Saint-Martin ligt in het noordwesten van de gemeente nog het dorpje Saint-Sulpice-sur-Yères aan de Yères. Aan de rivier ligt ook het gehuchtje Auberville. In het noordoosten van de gemeente ligt het gehucht Étocquigny. In het zuiden ligt het gehucht Le Coudroy en in het uiterste zuiden het gehucht Mélincamp.
De onderstaande kaart toont de ligging van Saint-Martin-le-Gaillard met de belangrijkste infrastructuur en aangrenzende gemeenten.

## Bezienswaardigheden
- De Église Notre-Dame, in 1921 ingeschreven als monument historique

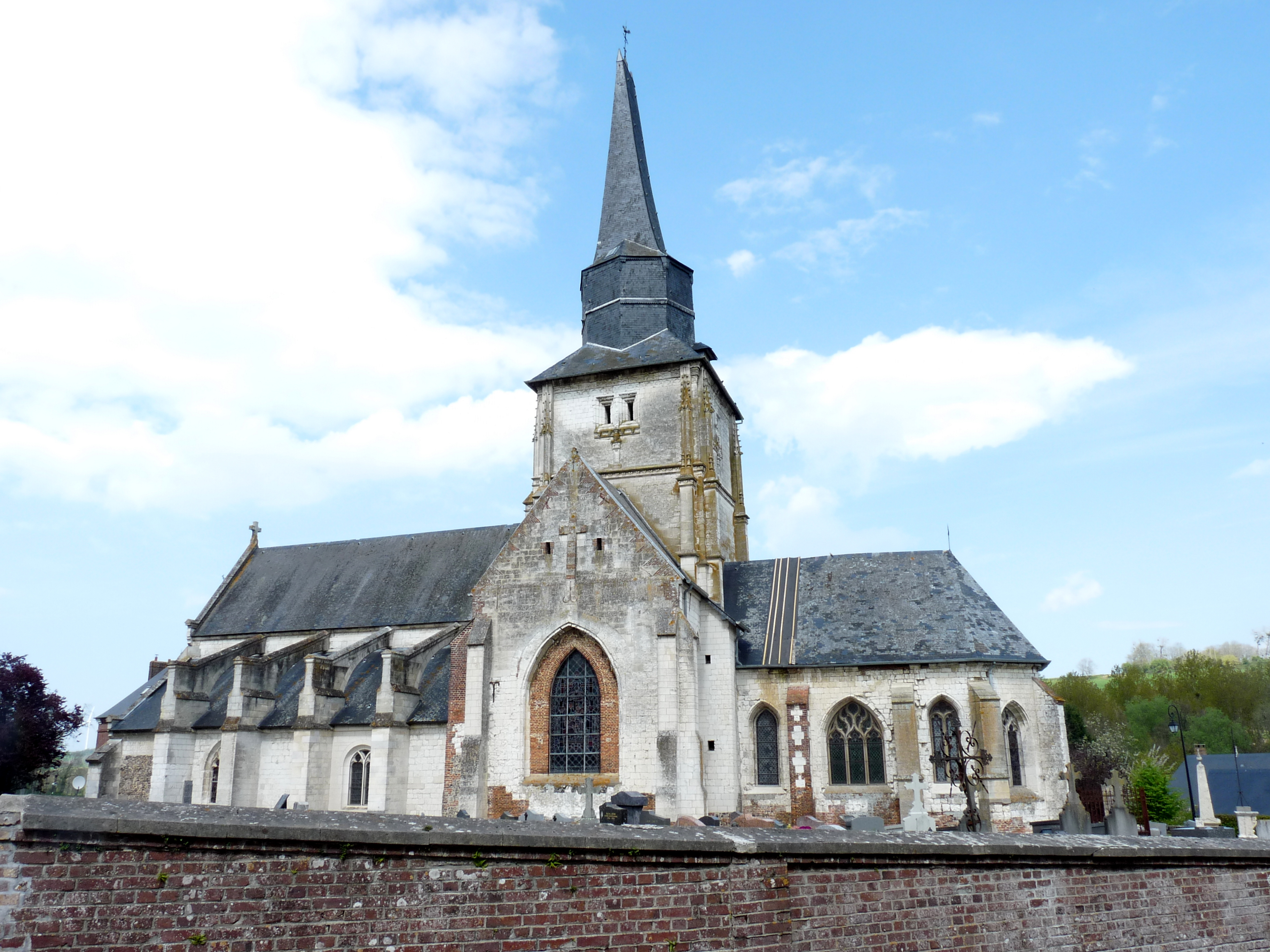
Église Notre-Dame

## Demografie
Onderstaande figuur toont het verloop van het inwonertal (bron: INSEE-tellingen).